# Temple de Jokhang

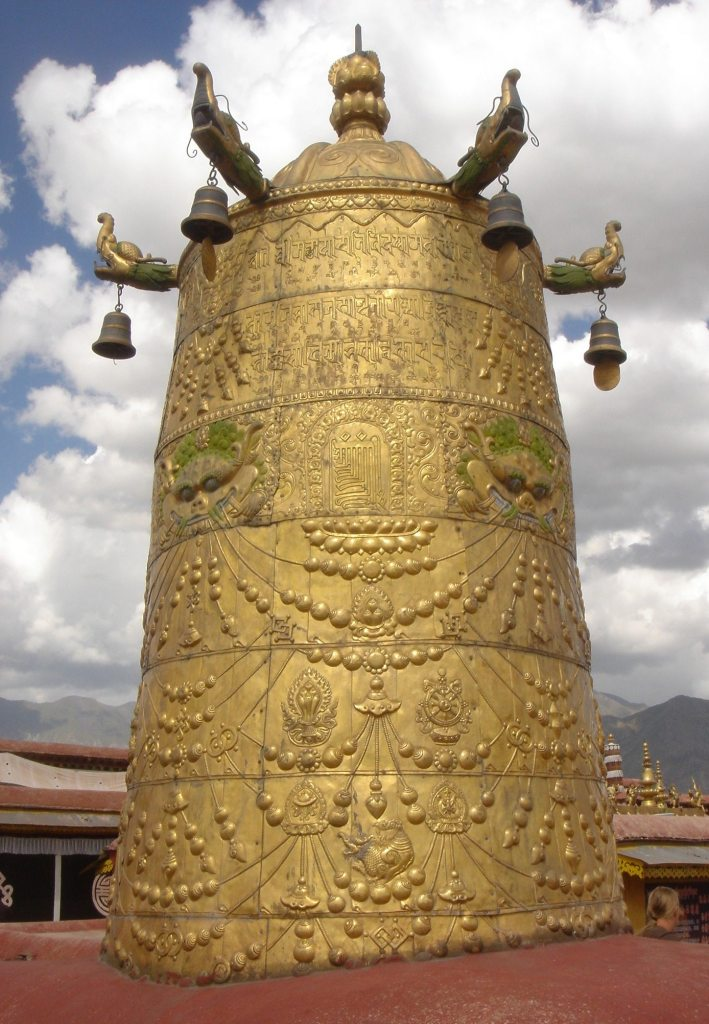
Cylindre doré sur le toit représentant une bannière de victoire, l'un des huit symboles auspicieux du bouddhisme.

Le temple ou monastère du Jokhang (tibétain : ཇོ་ཁང་, Wylie : jo khang), signifiant « maison du Jowo » en référence à la célèbre statue qu'il abrite, aussi appelé Tsuklakang, est le premier temple bouddhiste construit au Tibet. Cœur spirituel de Lhassa et lieu de pèlerinage depuis des siècles, il est situé dans le quartier du Barkhor.
Depuis 1961, il est classé sur la première liste des sites historiques et culturels majeurs protégés au niveau national de Chine, et depuis 2000, le Jokhang est inscrit au patrimoine mondial de l'UNESCO dans le cadre de l'« ensemble historique du palais du Potala », et il est un des hauts-lieux touristiques de Lhassa avec le palais du Potala et le parc du Norbulingka.

## Histoire

### Origine

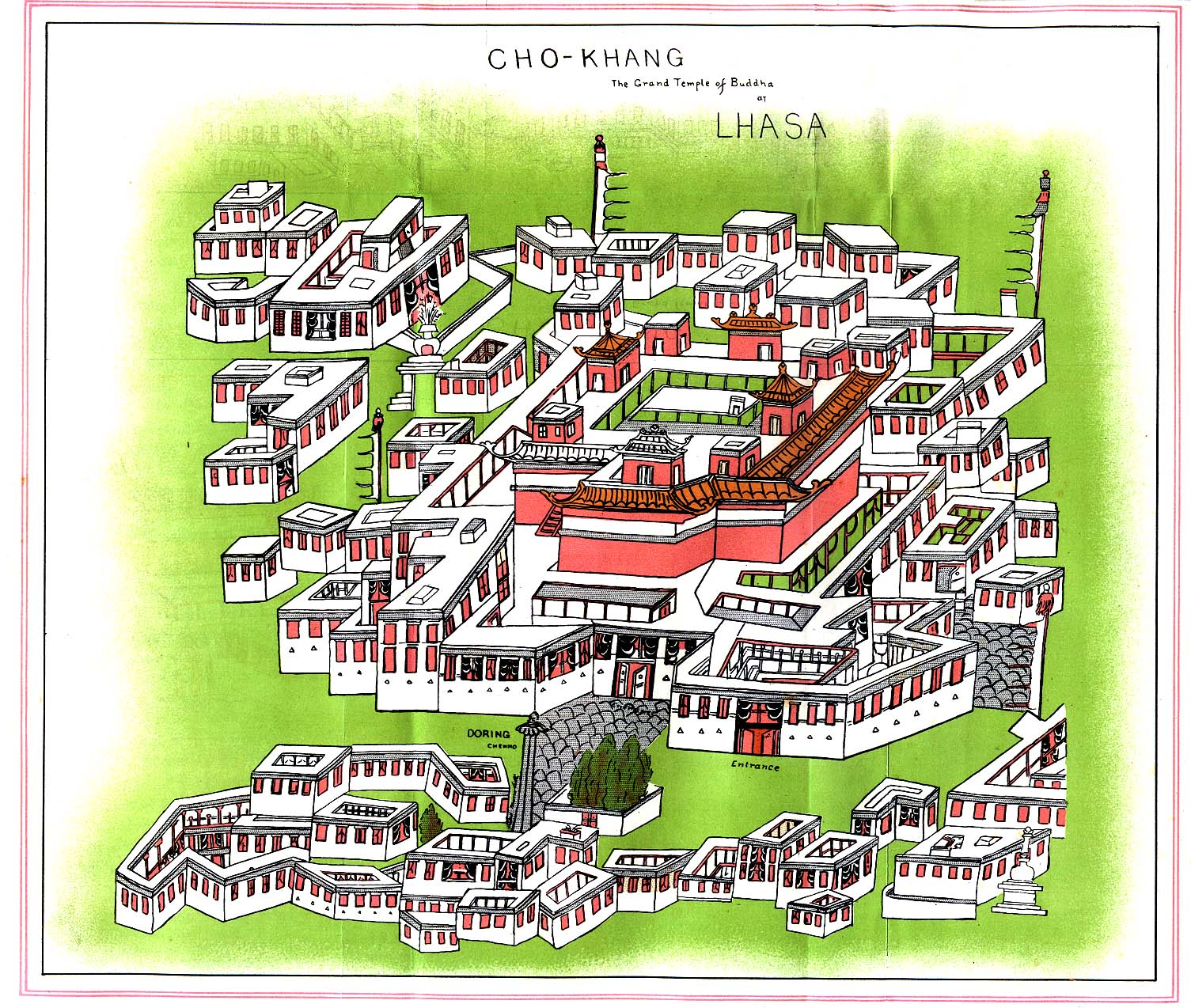
Plan stylisé du complexe architectural, tiré de Journey to Lhasa and Central Tibet de Sarat Chandra Das, 1902.

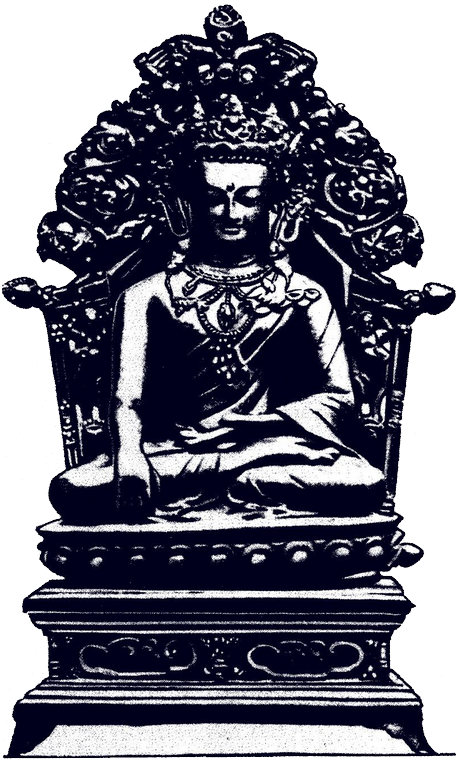
Le Jowo du Jokhang en 1900, photo de Gombojab Tsybikov.

Le temple du Jokhang, le tout premier temple bouddhiste du Tibet, est édifié par le roi tibétain Songtsen Gampo au début de l'année 639 pour héberger la statue dite du Jowo, représentant le Bouddha, apportée par son épouse népalaise Bhrikuti. L'autre épouse du roi, la princesse Tang chinoise Wencheng apporta une autre statue du Bouddha, hébergée initialement au Ramoché. Après la mort du roi, les deux statues furent interverties. Le Jokhang est le temple le plus vénéré de tout le Tibet car il abrite une statue du Jowo, représentant le jeune Bouddha, qui a été sculptée de son vivant selon les Tibétains.

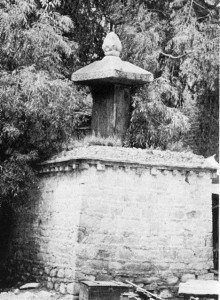
Le doring ou stèle devant la porte principale du temple de Jokhang, 1950

En 823, est érigée devant la porte principale du temple une stèle connue sous le nom de « Tablette de pierre de l’unité du long terme » et dont il existerait deux autres exemplaires, l'un à Cha'ang an à la porte de l'empereur, et l'autre à la frontière tibéto-chinoise. Y sont inscrits les clauses du traité de paix sino-tibétain de 822 par lequel les deux souverains du Tibet et de la Chine sont convenus d'unir leurs royaumes ; il est précisé notamment : « Le Tibet et la Chine garderont les frontières qu'ils possèdent actuellement. Tout à l'est est le pays de la grande Chine, tout à l'ouest est le pays du grand Tibet. Désormais, de part et d'autre, il n'y aura ni hostilité, ni guerre, ni prise de territoire »,.

### Révolution culturelle
En 1961, le temple est ajouté à la liste des monuments d'intérêt national par le Conseil d'État de la Chine.
En 1966, au début de la révolution culturelle, il est profané et mis à sac par les gardes rouges. Le 6 août, les gardes rouges « commencent le pillage du Jokhang qu'ils transforment en urinoir et en boucherie »,. Il sert ensuite de base aux gardes rouges de la faction Gyenlo (tib. gyen log, « Rebelles ») opposée à la faction Nyamdre (tib. mnyam brel, peut-être « Alliance »). En juin 1968, une attaque de cette forteresse par l'Armée populaire de libération se traduit par la mort de 12 militants Gyenlo et de deux soldats. Pour finir, il est occupé par l'Armée populaire de libération. Les ailes méridionale et occidentale du Ngakhang, un bâtiment servant à entreposer des ustensiles rituels, sont mises à mal pendant les troubles. Au début des années 1980, elles sont un champ de ruines.

### Réhabilitation et protection
Les premiers travaux de remise en état ont lieu en 1972, pendant la révolution culturelle : le bâtiment central est nettoyé, des peintures sont restaurées par quelques-uns des derniers maîtres encore en vie.
Au début des années 1980, le Jokhang est ouvert au public trois matinées par semaine. Le temple n'est complètement réhabilité qu'à la suite de nouvelles restaurations entreprises de 1978 au début des années 1990. À cette occasion, la plupart des fresques murales les plus anciennes (Xe – XIIIe siècles), qui avaient survécu à la révolution culturelle, sont déménagées. À partir de cette date, la qualité des restaurations s'améliore de façon spectaculaire, on fait appel aux techniques et méthodes traditionnelles, les peintures chargées d'histoire sont conservées sur place. En 2000, le Jokhang est inscrit au patrimoine mondial de l'UNESCO dans le cadre de l'« ensemble historique du palais du Potala ». La même année, l'administration d'État pour les vestiges culturels remet en vigueur l'ancienne limitation de hauteur en faisant démolir le dernier étage du grand magasin Surkhang.

### Troubles de mars 2008
Lors des troubles au Tibet en mars 2008, des moines perturbent une conférence de presse organisée au temple par les autorités pour des journalistes chinois et étrangers.

### Incendie de 2018
Le 17 février 2018, le jour du Losar, le Nouvel An tibétain, le temple subit un important incendie. En raison de cette fête, le monastère était fermé au public. Les photos et vidéos se sont répandues sur les médias sociaux, mais ont été rapidement censurées. Le quotidien en ligne Tibet Daily a déclaré que l'incendie avait été rapidement éteint sans faire de morts ni de blessés, tandis que le Quotidien du Peuple ajoutait que les reliques étaient sauves, mais aucun n'a publié de photos. Radio Free Asia a posté une vidéo montrant les toits du Jokhang en flamme.
Françoise Robin a analysé de façon critique la communication au sujet de cet incendie.

## Architecture

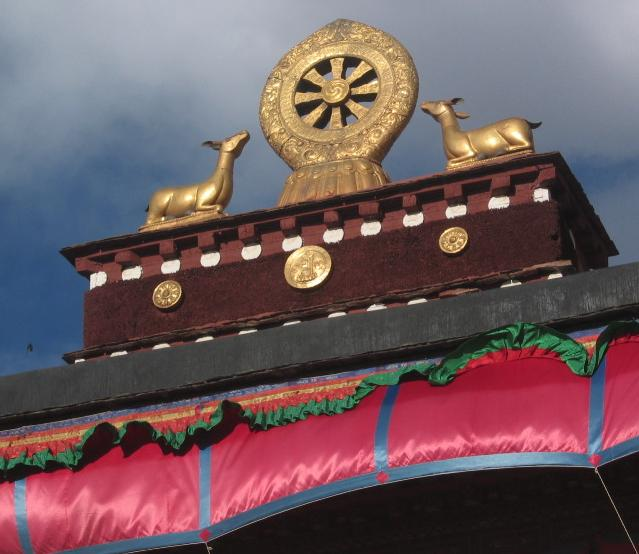
Sur le toit au-dessus de l'entrée, les deux daims encadrant la roue du dharma.

Le temple de Jokhang est un vaste complexe de chapelles, de cours et de bâtiments d'habitation et de service. La hauteur de ses toits dorés était une hauteur à ne pas dépasser dans les constructions du centre de la ville. Le quadrilatère de 44,5 m de côté situé au cœur du complexe, est la partie la plus ancienne (VIIe siècle). Ce quadrilatère est séparé des structures qui l'entourent par un couloir processionnel, le Nangkhor. Ces structures périphériques venues s'agglutiner au quadrilatère tout au long des siècles sont des cours, la résidence du dalaï-lama et celle du panchen lama, des ailes de service, des dortoirs de moines, des cuisines, des resserres et des bâtiments gouvernementaux dont la salle de réunion du cabinet tibétain, le Kashag. Le complexe couvre désormais 25 000 mètres carrés. Quatre portes, disposées aux quatre points cardinaux, permettaient aux visiteurs d'entrer dans le sanctuaire pour y accomplir le parikrama, la circumambulation du Nangkhor.
Le quadrilatère central, avec ses pièces disposées sur son pourtour intérieur autour d'une cour centrale ouverte, correspond au Jokhang de Songtsen Gampo. Par son plan, son échelle et son ornementation, il ressortit du vihara bouddhiste indien en bois et en briques des six premiers siècles du premier millénaire. Daté du VIIe siècle par la dendrochronologie, le cœur historique du Jokhang est le seul témoin des architectures en bois indiennes ayant survécu jusqu'à nos jours.
Le Jokhang s'élève sur quatre niveaux, ses toitures sont couvertes de tuiles de bronze dorées. Si le style architectural s'inspirait à l'origine du vihara indien, des extensions ultérieures ont introduit un mélange des styles indien, népalais, et Tang.
Sur le toit, deux daims encadrent une roue du dharma, symbole bouddhique.

## Sculptures bouddhistes
Le Jokhang possède une vaste et importante collection d'environ 800 sculptures de métal, en plus de milliers de rouleaux peints connus sous le nom de thangkas. Les statues sont tenues à l'abri dans des réserves interdites au public. À l'occasion de nombreuses visites au Jokhang entre 1980 et 1996, Ulrich von Schroeber a pu prendre en photo quelque 500 statues de métal dignes d'intérêt, entre autres des statues en bronze et en cuivre des plus rares et importantes provenant du Cachemire, de l'Inde septentrionale, du Népal, du Tibet et de la Chine. Les statues les plus précieuses de cet ensemble remontent à la dynastie Yar Lung (VIIe – IXe siècles),.

## Pèlerinage

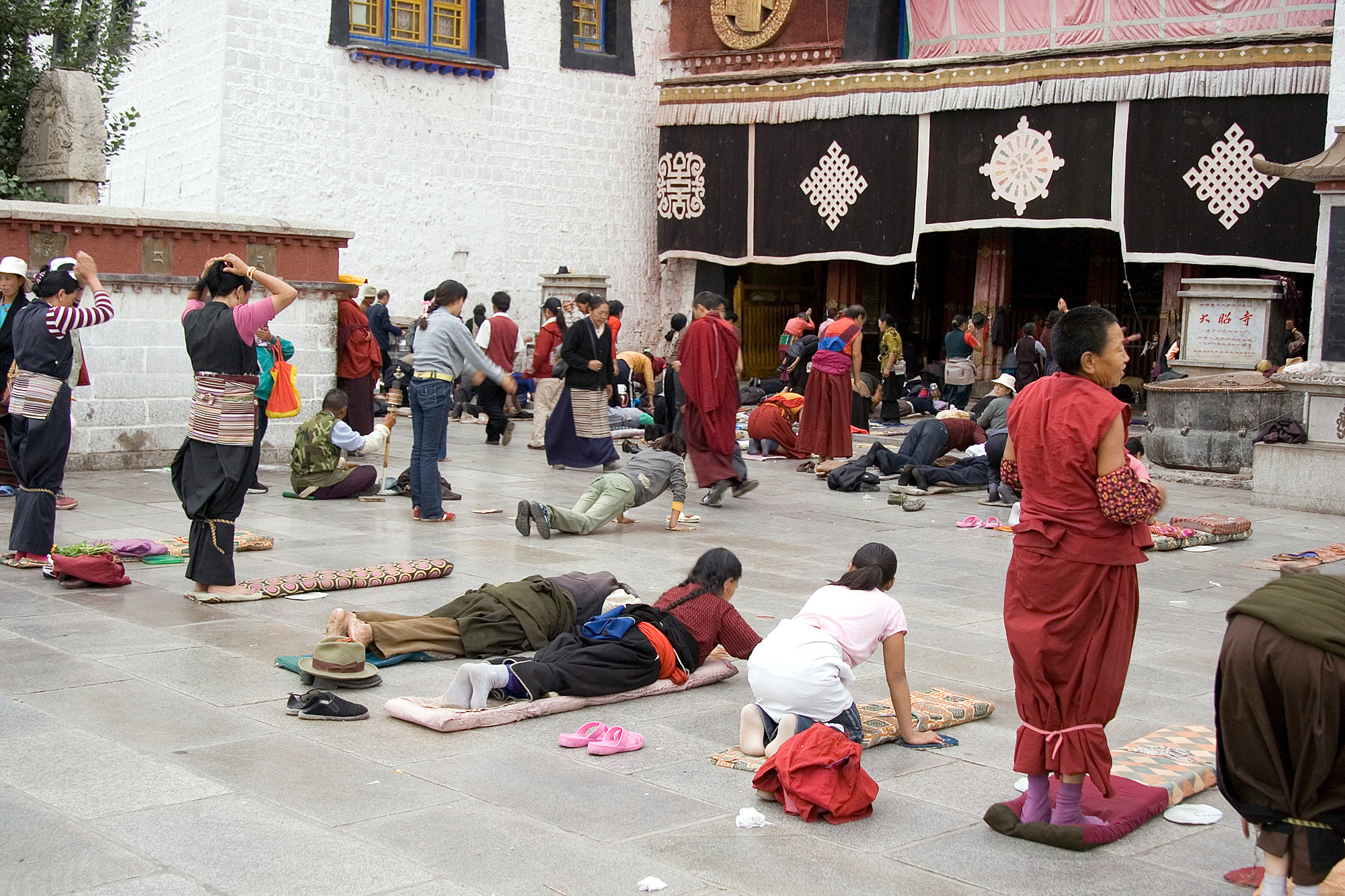
Pèlerins devant le Jokhang.

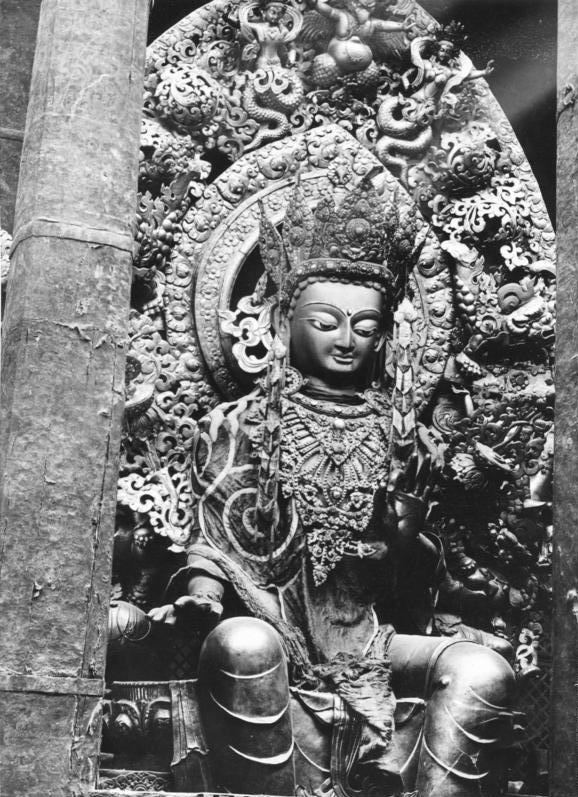
Statue de Maitreya au Jokhang en 1939.

Le temple est un centre de pèlerinage bouddhiste depuis des siècles. Après avoir franchi de hauts cols et venant parfois de très loin, de nombreux pèlerins accomplissent mètre par mètre leur chemin de prière autour du Jokhang. Ils progressent sur le circuit rituel en faisant des kjangchag, prosternations consistant à se jeter à plat ventre, à se relever et recommencer à l'endroit où les mains ou le front ont touché le sol.
La cour extérieure et le porche d'entrée du temple sont habituellement emplis de pèlerins se prosternant de tout leur long en direction du sanctuaire.

## Fête de la grande prière
Chaque année, dans le cadre des festivités du Nouvel an tibétain, se déroule au Jokhang la fête de la grande prière, Mönlan Chenmo, qui dure trois semaines. Elle voit se dérouler de grands débats philosophiques suivis de remises de diplômes.
Pendant la révolution culturelle, le Mönlam a été interdit par le gouvernement chinois. Bien que rétabli en 1985, cette fête a été annulée en mars 1990 en raison de troubles mais les monastères furent autorisés à organiser des cérémonies derrière leurs murs.

## Notes et références

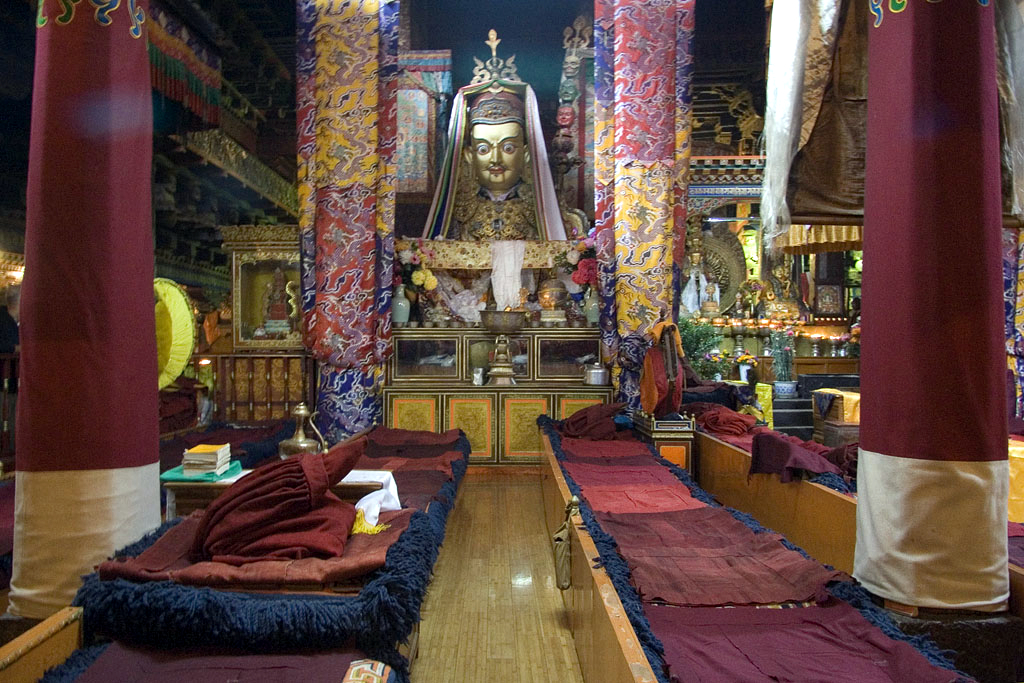
Intérieur du temple (2006)
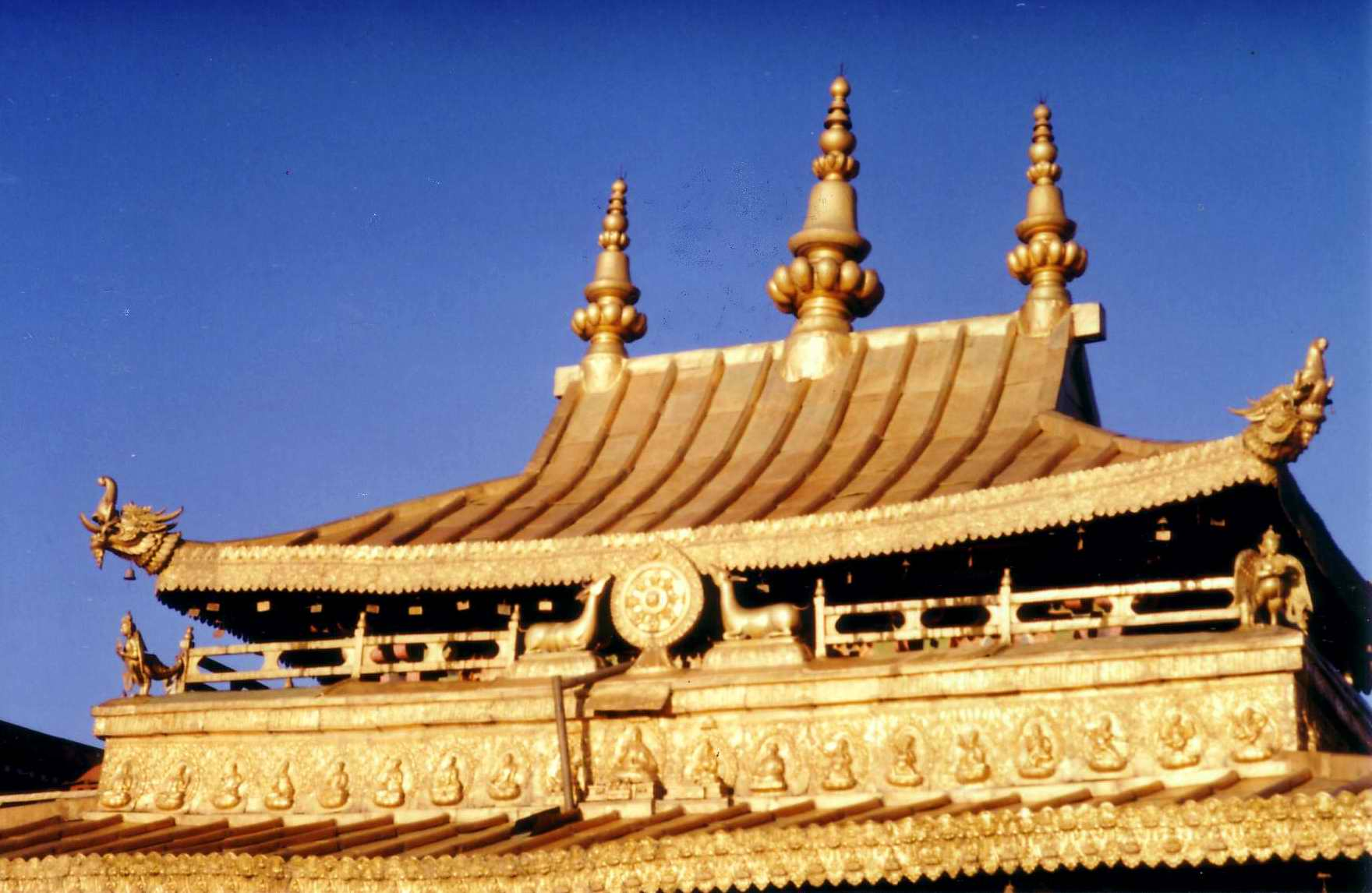
Toit doré (1993)
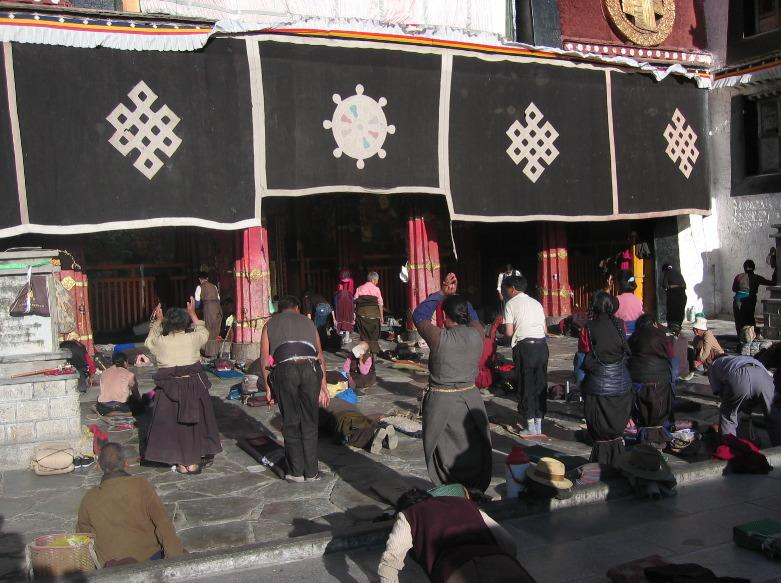
Prière et prosternations devant l'entrée du temple (2004)
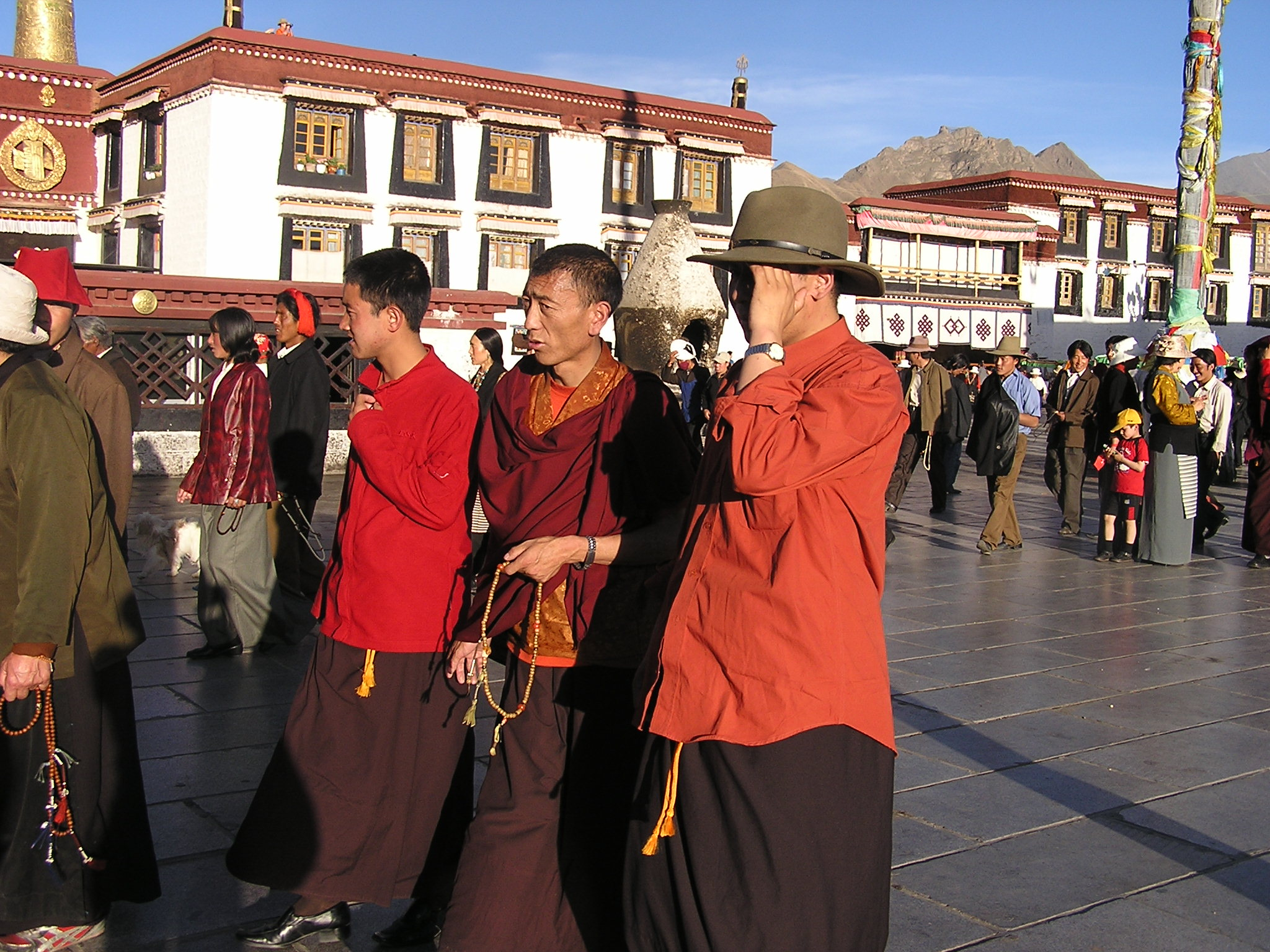
Sur l'esplanade devant le temple (2006)